# Lucius Iunius Victorinus Flavius Caelianus

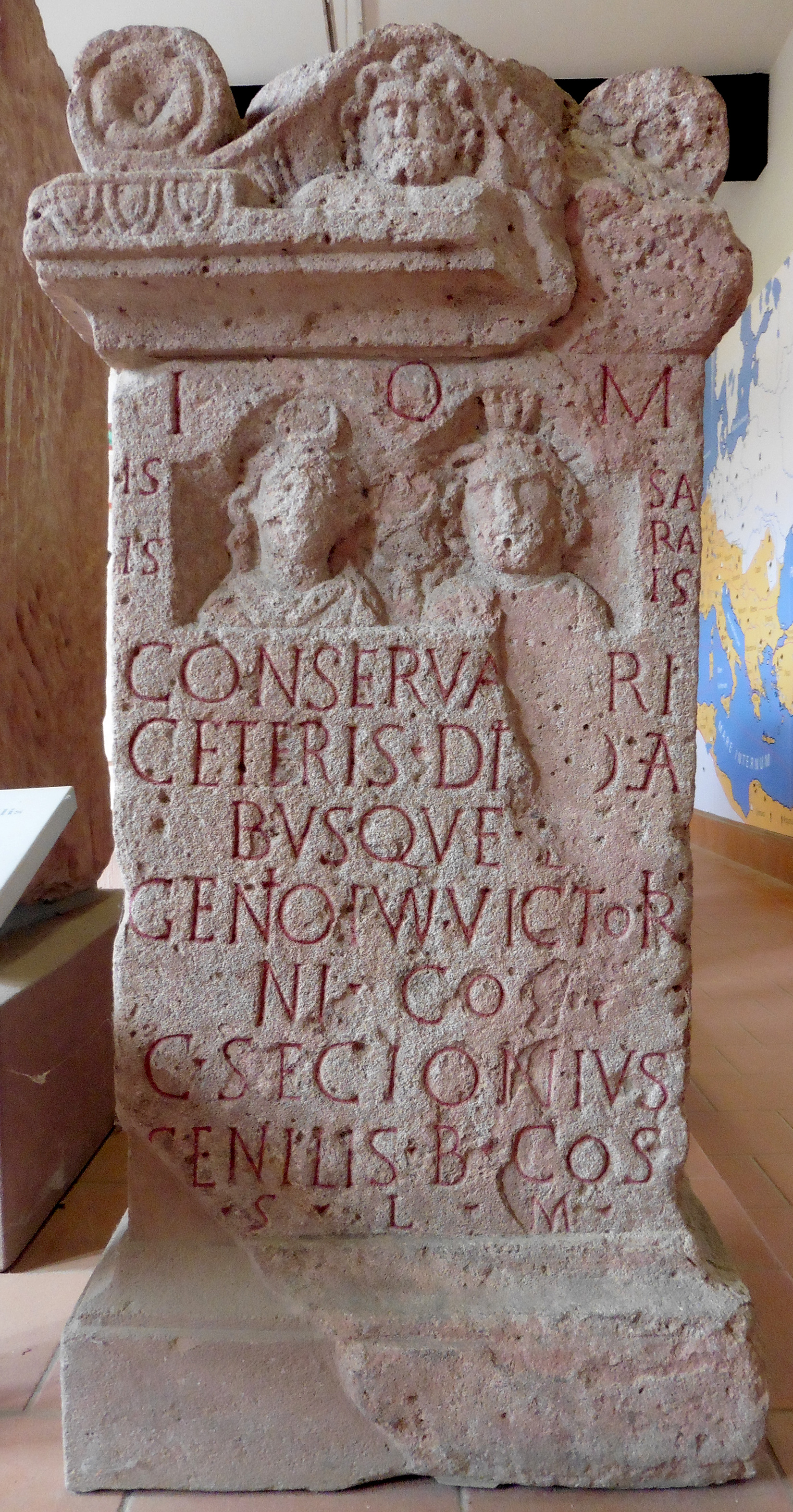
Die Inschrift aus Stockstadt am Main

Lucius Iunius Victorinus Flavius Caelianus war ein im 2. Jahrhundert n. Chr. lebender römischer Politiker.
Durch eine Inschrift, die beim Hadrianswall gefunden wurde, ist belegt, dass Victorinus Kommandeur (Legatus Augusti) der Legio VI Victrix war, die ihr Hauptlager in Eburacum in der Provinz Britannia hatte; aus der Inschrift geht hervor, dass er Unternehmungen jenseits des Walles erfolgreich durchgeführt hat (ob res trans vallum prospere gestas).
Durch eine weitere Inschrift, die in Stockstadt am Main gefunden wurde, ist belegt, dass ein Iunius Victorinus Statthalter in der Provinz Germania superior war; er dürfte mit dem Kommandeur der Legio VI Victrix identisch sein.

## Datierung
Die Inschrift aus Stockstadt am Main wird bei der Epigraphik-Datenbank Clauss-Slaby auf 164/180 datiert.